# Milica Kubura
Milica Kubura (* 20. März 1995 in Belgrad) ist eine serbische Volleyballspielerin.

## Karriere
Kubura kam durch ihre ältere Schwester zum Volleyball und begann ihre Karriere bei OK Roter Stern Belgrad. Mit den serbischen Juniorinnen gewann sie 2011 Bronze bei der Weltmeisterschaft in der Türkei und ein Jahr später Silber. Von 2014 bis 2017 studierte sie an der Florida State University und spielte in der Universitätsmannschaft Seminoles. Anschließend kehrte die Diagonalangreiferin zurück nach Serbien und war für OK Partizan Belgrad aktiv. 2019 nahm sie mit der serbischen Nationalmannschaft an der Nations League teil. Anschließend wechselte sie zum deutschen Bundesligisten Dresdner SC. 2020 gewann Kubura mit Dresden den DVV-Pokal und wechselte anschließend nach Italien zu Volalto Caserta. Da der italienische Klub jedoch keine Zulassung für die Serie A1 erhielt und seinen Betrieb einstellte, unterschrieb Kubura einen Vertrag beim griechischen Klub PAOK Thessaloniki.